# Psychoda malleopenis
Psychoda malleopenis är en tvåvingeart som beskrevs av Satchell 1953. Psychoda malleopenis ingår i släktet Psychoda och familjen fjärilsmyggor. Inga underarter finns listade i Catalogue of Life.